# Белиз на летних юношеских Олимпийских играх 2014
Белиз на летних юношеских Олимпийских играх 2014, проходивших в китайском Нанкине с 16 по 28 августа, был представлен тремя спортсменами в двух видах спорта.

## Состав и результаты

### Велоспорт
Тройственной комиссией Белизу было предоставлено одно место для участия.

#### Командная гонка
| Спортсмены                  | Дисциплина | Кросс-кантри элиминатор | Кросс-кантри элиминатор | Гонка на время | Гонка на время | Гонка на время | BMX   | BMX  | Велокросс | Велокросс | Велокросс | Гонка по шоссе | Гонка по шоссе | Гонка по шоссе | Всего очков | Место |
| Спортсмены                  | Дисциплина | Место                   | Очки                    | Время          | Место          | Очки           | Место | Очки | Время     | Место     | Очки      | Время          | Место          | Очки           | Всего очков | Место |
| --------------------------- | ---------- | ----------------------- | ----------------------- | -------------- | -------------- | -------------- | ----- | ---- | --------- | --------- | --------- | -------------- | -------------- | -------------- | ----------- | ----- |
| Делон Абрахам Захир Фигероа | Юноши      | 31                      | 0                       | 6:06,91        | 31             | 0              | DNS   | 0    | -4 круга  | 30        | 0         | DNF 1:46,27    | 50             | 0              | 0           | 32    |

#### Смешанная гонка
| Спортсмены                                                                                | Дисциплина      | Кросс-кантри Гонка (девушки) | Кросс-кантри Гонка (юноши) | Шоссейная гонка (юноши) | Шоссейная гонка (девушки) | Общее время | Место |
| ----------------------------------------------------------------------------------------- | --------------- | ---------------------------- | -------------------------- | ----------------------- | ------------------------- | ----------- | ----- |
| Нина Янусикова Словакия Захир Фигероа Белиз Делон Абрахам Белиз Тереза Медвенова Словакия | Смешанная гонка | 3:52                         | 3:30                       | 6:10                    | 6:15                      | 19:47       | 21    |

### Лёгкая атлетика
Белиз представлял один спортсмена.
Легенда: Q — финал А (медальный), qB — финал B (без медалей), qC — финал С (без медалей), qD — финал D (без медалей), qE — финал E (без медалей).

#### Девушки
| Спортсмен   | Дисциплина | Предварительный раунд | Предварительный раунд | Финал     | Финал |
| Спортсмен   | Дисциплина | Результат             | Место                 | Результат | Место |
| ----------- | ---------- | --------------------- | --------------------- | --------- | ----- |
| Жанае Джекс | 200 метров | 26,25                 | 15 qB                 | 26,40     | 15    |